# Strajanov breg
Strajanov breg je potok, ki izvira v bližini naselja Pijava Gorica na jugovzhodnem robu Ljubljanskega barja. Izliva se v potok Podvin, ki se kot desni pritok izliva v reko Iščico in ta se nadalje v Ljubljanico.